# پل یونسی
پل یونسی مربوط به دوره صفوی است و در شهرستان بجستان، شهر یونسی واقع شده و این اثر در تاریخ ۱۲ بهمن ۱۳۸۱ با شمارهٔ ثبت ۷۴۹۶ به‌عنوان یکی از آثار ملی ایران به ثبت رسیده‌است.